# Robert Paynter
Robert Paynter (Londra, 12 marzo 1928 – Isola di Wight, 20 ottobre 2010) è stato un direttore della fotografia britannico.

## Biografia
Nato nel 1928 nel sud di Londra, Paynter studiò alla Mercers' School. Fu tirocinante e poi cameraman per la Colonial Film Unit del Central Office of Information per poi passare alla British Transport Films, per la quale lavorò a sei cortometraggi. Dal 1956 fino alla fine degli anni sessanta fu come cameraman per diversi spot pubblicitari prima di iniziare a lavorare ai lungometraggi. Prese parte ai film di Michael Winner e John Landis. Fu anche il direttore della fotografia del celebre videoclip di Thriller di Michael Jackson. Paynter morì nel 2010, all'età di 82 anni, sull'isola di Wight.

## Filmografia parziale

### Cinema
- Hannibal Brooks, regia di Michael Winner (1969)
- I formidabili (The Games), regia di Michael Winner (1970)
- Io sono la legge (Lawman), regia di Michael Winner (1971)
- Improvvisamente, un uomo nella notte (The Nightcomers), regia di Michael Winner (1972)
- Chato (Chato's Land), regia di Michael Winner (1972)
- Professione: assassino (The Mechanic), regia di Michael Winner (1972)
- Scorpio, regia di Michael Winner (1973)
- High Velocity, regia di Remi Kramer (1976)
- Torakku yarō: tenka gomen, regia di Kaoru Yumi (1976)
- Marlowe indaga (The Big Sleep), regia di Michael Winner (1978)
- Bocca da fuoco (Firepower), regia di Michael Winner (1979)
- Superman II, regia di Richard Lester (1980)
- Un lupo mannaro americano a Londra (An American Werewolf in London), regia di John Landis (1981)
- Una poltrona per due (Trading Places), regia di John Landis (1983)
- Superman III, regia di Richard Lester (1983)
- La casa in Hell Street (Scream for Help), regia di Michael Winner (1984)
- I Muppets alla conquista di Broadway (The Muppets Take Manhattan), regia di Frank Oz (1984)
- Tutto in una notte (Into the Night), regia di John Landis (1985)
- Spie come noi (Spies Like Us), regia di John Landis (1985)
- La piccola bottega degli orrori (Little Shop of Horrors), regia di Frank Oz (1986)
- When the Whales Came, regia di Clive Rees (1989)
- Strike It Rich, regia di James Scott (1990)
- Eddy e la banda del sole luminoso (Rock-a-Doodle), regia di Don Bluth e Dan Kuenster (1991)

### Televisione
- Caccia grossa (The Zoo Gang) - serie TV, 6 episodi (1974)
- The Secret Garden, regia di Alan Grint - film TV (1987)

### Videoclip
- 1983 – Michael Jackson, Thriller